# Atavismo
L'atavismo (dal latino atavus, che significa antenato) contrassegna una tendenza al ritorno alle caratteristiche presenti nell'antenato evolutivo di un individuo. L'atavismo, cioè, indica la ricomparsa, in un individuo, di un tratto che era scomparso molte generazioni prima.
L'insieme dei caratteri atavici possono essere considerati come prove della storia evolutiva di un organismo che l'evoluzione ha poi cancellato o, in alcuni casi, riutilizzato.
Il patrimonio genetico, infatti, è un archivio non solo di ciò che si è, ma di tutto ciò che si è stato: i caratteri fenotipici presenti nell'antenato possono rimanere conservati nel DNA anche se i relativi geni non vengono espressi negli organismi che li possiedono. 
Dunque dal passato pre-umano possono affiorare di tanto in tanto, delle piccole (e talvolta gravi) caratteristiche anatomiche, che costituerebbero una prova della nostra discendenza da un antenato comune alla scimmia. Ne sono un esempio i bambini che nascono con una coda vestigiale, chiamata "processo coccigeo" e "proiezione coccigea", e lo sviluppo di denti molto grandi che ricordano quelli dei primati.
Cesare Lombroso dissertò di questi atavismi, ma ne stravolse il senso, complice l'inesperienza dell'epoca: addusse che ad ogni minuto atavismo corrispondesse un equivalente caratteriale. Il naturalista D. David, in La vera storia del cranio di Pulcinella spiega in seguito che le ragioni ataviche della teoria lombrosiana erano in realtà attualissime: una serie di caratteri somatici possono infatti essere tramandati in un circuito chiuso, e diventare dopo parecchi anni, la caratteristica preponderante delle fisionomie di quel dato gruppo. L'unico atavismo che esiste in questo caso è la nostra stessa percezione, cablata e programmata per reagire con interesse o meno a determinate figure naturali.

## Sindromi ataviche
- Sindrome di Uner Tan
- Irsutismo
- Politelia